# Långyxa
- Övre vänster: Långyxa avbildad på Bayeuxtapeten.
- Övre höger: Yxhuvud till bredyxa funnen i Uppsala.
- Undre vänster: Replik av en långyxa.
- Undre höger: Väggmålning från 1000-talet i Sofiakatedralen i Kiev, avbildandes två ruser med vapen, den ena med långyxa (höger).

Långyxa eller bredyxa (fornsvenska: bredhöxe, fornnordiska: breiðøx), även känd som danyxa, daneyxa eller danskyxa (där dane avser "nordisk"), är en tvåhandsstridsyxa med långt skaft som var vanlig i Nordeuropa och särskilt Skandinavien under senare vikingatiden och högmedeltiden. Skaftlängden kunde gå upp till axlarna på användaren och bladet var mycket stort och tunt. När bäraren svingade yxan med båda sina händer gav det ett långt skär med stor räckvidd och slagkraft.
Långyxan var praktisk för att hugga ner beridna motståndare och bryta igenom fientliga sköldborgar vid fältslag. Den svingades ovanifrån mot huvud och skuldror, eller i sidled mot ben och stångskaft.

## Utformning
Skaftet hos långyxor varierade och kunde vara runt 90–120 cm som kortast till 150–170 cm eller längre som längst. I konst avbildas skaftet någorlunda rakt men oregelbundet.
Yxbladet var mycket tunt och djupgående med bred egg, avsett att skära igenom vävnad och klyva sköldar. Den bakre spetsen av eggen var utdragen neråt så den formade en krok för att låta användaren kroka och avleda motståndarens vapen, sköld, armar och ben etc. Samma princip användes på den dåtida skäggyxan, enhandsstridsyxor vars bakre egg bildade en hake, kallat skägg, för samma uppgift. Främre spetsen av långyxans egg tillverkades ibland extra utdragen och spetsig för att för att tillåta bäraren att stöta med vapnet.
På 1300-talet förlängdes skaftet betydligt och en stötklinga bestående av ett dolkblad eller liknande drevs in i stångskaftets övre ända. Liknande vapen syns redan på vikingatiden ha varit i bruk.

## I konst
Flertalet långyxor finns avbildade på den vikingatida Bayeuxtapeten från cirka 1076. Yxor syns både civilt och i strid under slaget vid Hastings 1066. Exempel på scener är: scen 10, 25, 29, 52, 56, 57 och 58.
I Madrid-manuskriptet av Johannes Skylitzes, skapat under slutet av 1000-talet, finns väringagardet avbildat. Dessa synes i gyllene rustningar av bysantinsk modell men beväpnade med huvudsakligen långyxor.

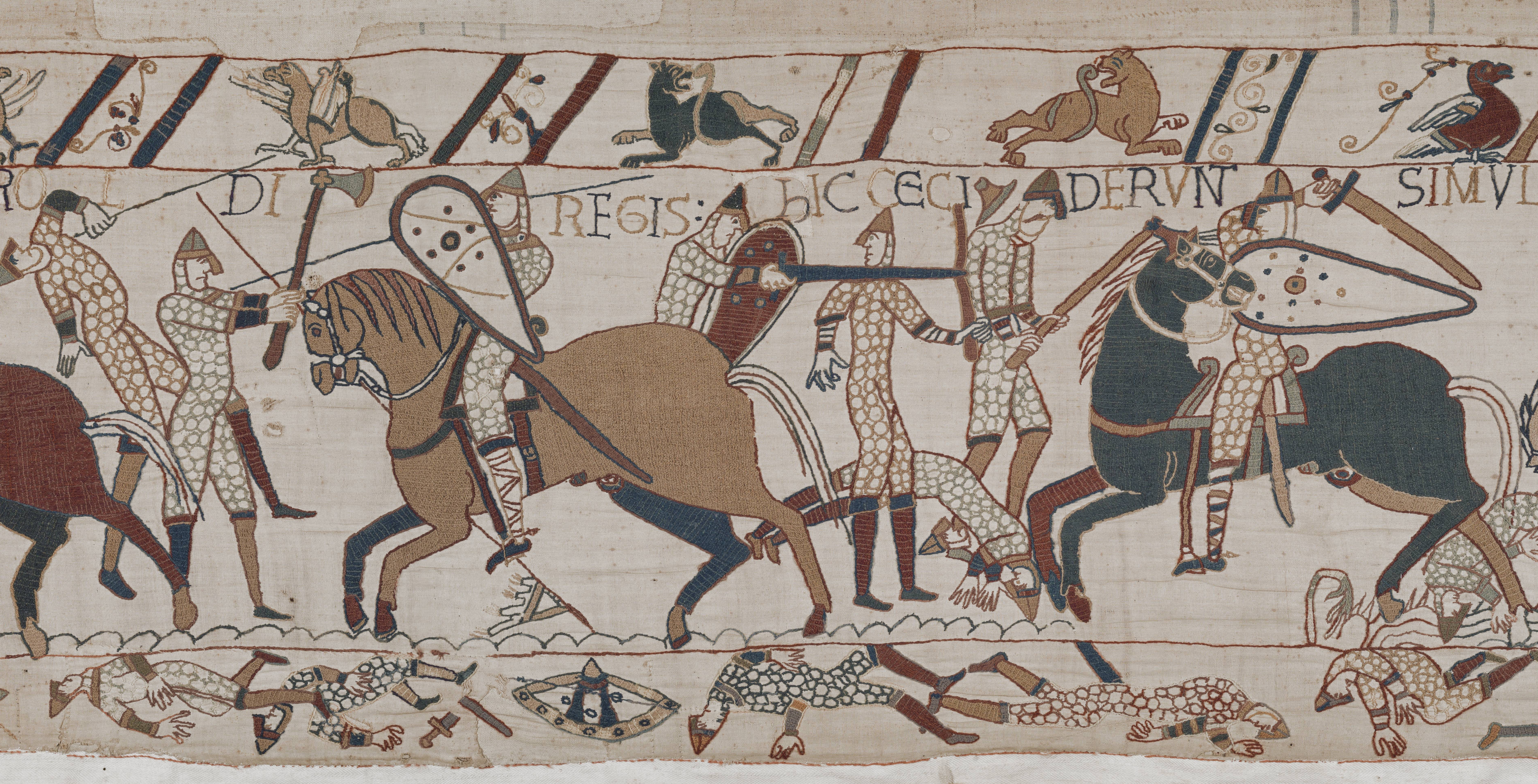
Normander som för långyxor mot kavalleri under slaget vid Hastings, 1066, avbildat på Bayeuxtapeten. Till höger ses en höjd yxa, i mitten ses en britt kapa ett yxhuvud, till höger ses en springare som huggs i skallen.
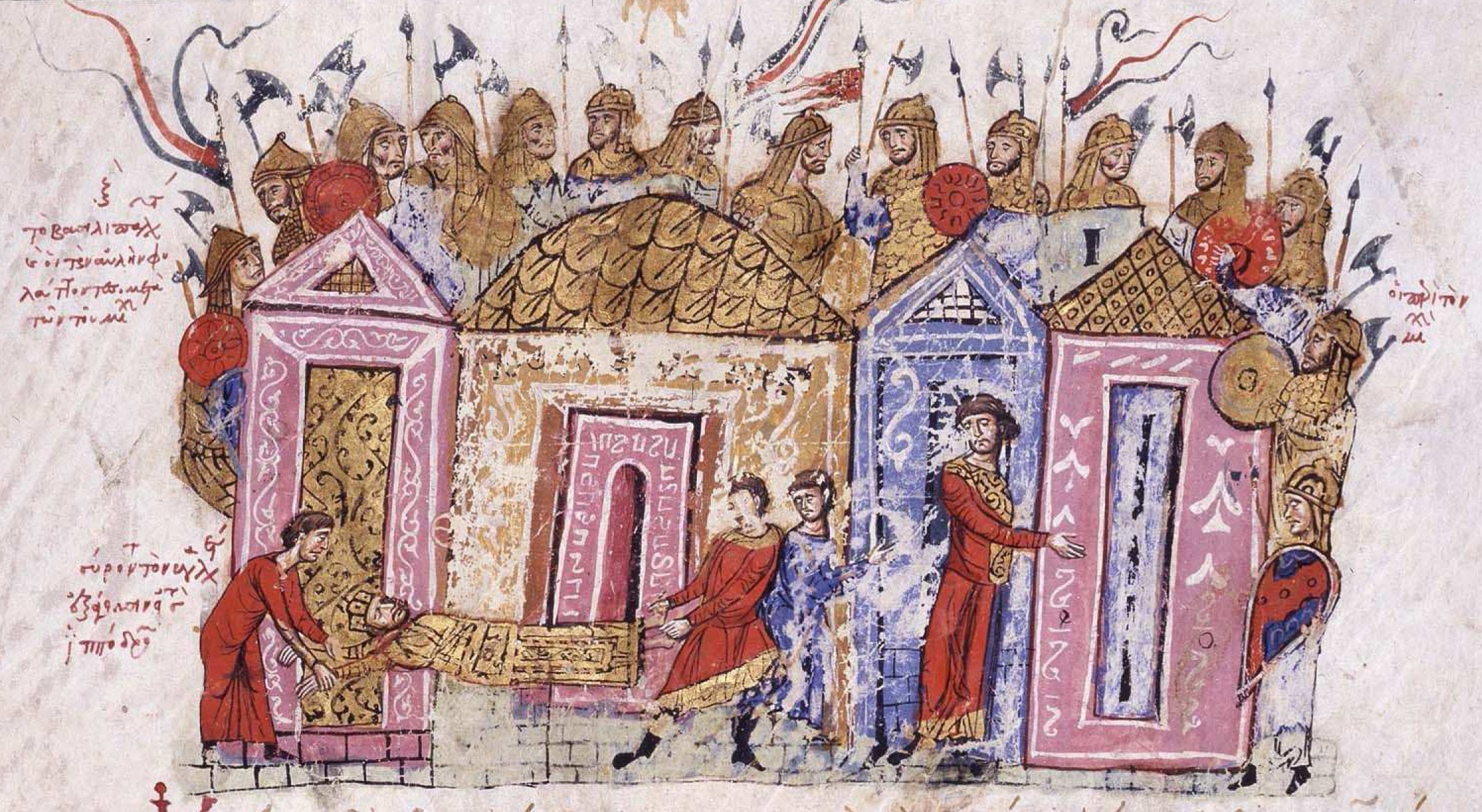
Väringagardet avbildat av den grekiske historikern Johannes Skylitzes under slutet av 1000-talet. Dessa synes avbildats i bysantisk rustning men med nordiska långyxor och spjut.

### Olof den heliges långyxa
I Norges riksvapen visas ett lejon som för en långyxa tillhörande Olof den helige. Olovsyxan förekommer även i andra norska vapen och sigill, såsom Olavsmärket.

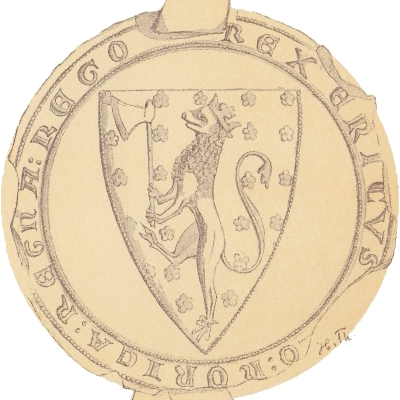
Sigill av Erik Magnusson av Norge från 1283 eller 1285.
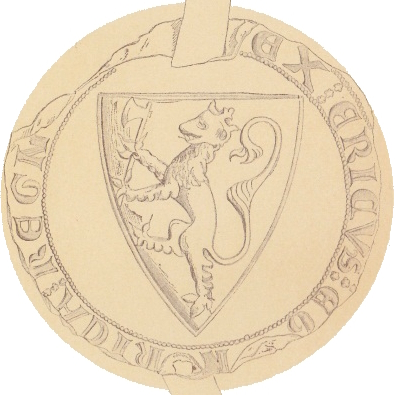
Sigill av Erik Magnusson av Norge från 1285.
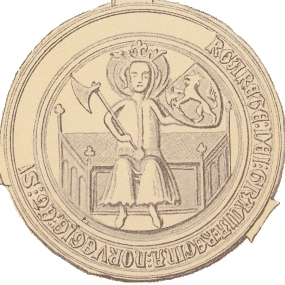
Sigill av Drottning Margareta (1353–1412).
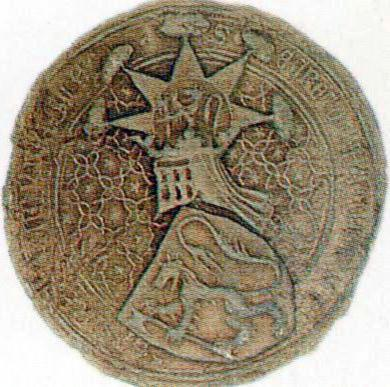
Sigill av Håkan Magnusson (1340–1380).
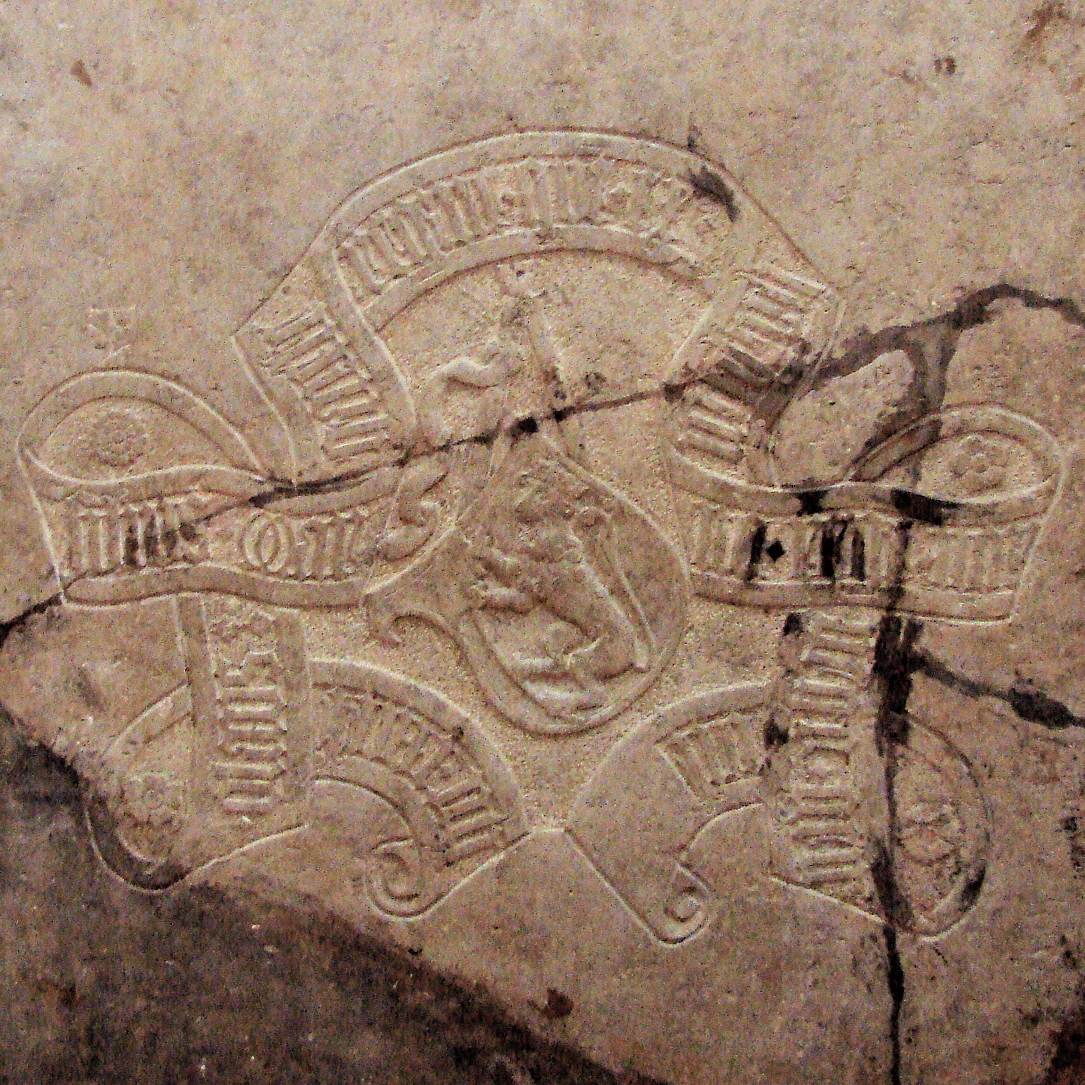
Gravsten till Olof av Danmark och Norge (1370–1387).